# Viktorija Čmilytė-Nielsen
Viktorija Čmilytė-Nielsen (ur. 6 sierpnia 1983 w Szawlach) – litewska szachistka i polityk. Arcymistrzyni (WGM) od 1999, posiadaczka tytułu arcymistrza (GM) od 2010, mistrzyni Europy (2011). Od 2019 przewodnicząca Ruchu Liberalnego Republiki Litewskiej, posłanka na Sejm Republiki Litewskiej, a od 2020 do 2024 jego przewodnicząca.

## Życiorys

### Wykształcenie
W 2000 ukończyła szkołę średnią Didždvario gimnazija w Szawlach. Studiowała filologię angielską na Uniwersytecie Szawelskim. Naukę na tym kierunku kontynuowała w latach 2002–2007 na Uniwersytecie Łotwy w Rydze.

### Kariera szachowa
Grę w szachy poznała w wieku 6 lat. W 1993 zdobyła tytuł mistrzyni Europy juniorek do 10 lat, zaś w 1995 – mistrzostwo świata w Segedynie i Europy w Verdun (w kategorii do 12 lat). W 2000 po raz pierwszy triumfowała w mistrzostwach Litwy seniorek. W tym samym roku osiągnęła znaczący sukces, zwyciężając w otwartych mistrzostwach kraju mężczyzn (z udziałem m.in. pięciu arcymistrzów).
W latach 2000–2006 Viktorija Čmilytė trzykrotnie startowała w mistrzostwach świata rozgrywanych systemem pucharowym. Za pierwszym razem awansowała do czołowej szesnastki, za drugim – ósemki, natomiast w 2006 w Jekaterynburgu – do półfinału mistrzostw świata. W rundzie tej uległa jednak Alisie Gallamowej i ostatecznie podzieliła III–IV miejsce. W 2001 triumfowała w jednej z grup festiwalu Corus w Wijk aan Zee, a w 2003 zdobyła srebrny medal na mistrzostwach Europy rozegranych w Stambule. W 2007 zwyciężyła w rozegranych w Predealu mistrzostwach Europy kobiet w szachach szybkich oraz zdobyła brązowy medal w szachach błyskawicznych, natomiast w 2008 wywalczyła srebrny medal w indywidualnych mistrzostwach Europy. W 2010 po raz trzeci w karierze zdobyła srebrny medal na mistrzostwach Europy, rozegranych w Rijece. W tym samym roku otrzymała, jako pierwsza w historii litewska szachistka, tytuł arcymistrza (GM). W 2011 zdobyła w Tbilisi tytuł mistrzyni Europy.
W połowie lat 90. dołączyła do podstawowych zawodniczek reprezentacji Litwy. Pomiędzy 1996 a 2012 siedmiokrotnie uczestniczyła w szachowych olimpiadach, dwukrotnie (2000, 2004) zdobywając złote medale za indywidualne wyniki (w obu przypadkach na I szachownicy). Na turnieju olimpijskim w 2010 w Chanty-Mansyjsku wystąpiła w reprezentacji męskiej. Była również czterokrotną (1997, 1999, 2007, 2013) uczestniczką drużynowych mistrzostw Europy, jak również uczestniczyła w Drużynowych Mistrzostwach Europy w męskiej reprezentacji kraju (2009).
Najwyższy ranking w dotychczasowej karierze osiągnęła 1 kwietnia 2015 – z wynikiem 2534 punktów zajmowała wówczas 7. miejsce na światowej liście FIDE, jednocześnie zajmując 1. miejsce wśród litewskich szachistek.
W trakcie kariery sportowej reprezentowała m.in. sztokholmski klub SK Rockaden, londyński Wood Green Chess Club oraz kluby rosyjskie: Miednyj Wsadnik Petersburg i AWS Krasnoturjinsk.

### Działalność polityczna
W 2012 zaangażowała się w działalność polityczną. Wystartowała wówczas z ramienia Ruchu Liberalnego Republiki Litewskiej w wyborach do Sejmu Republiki Litewskiej, zajmując 12. miejsce wśród kandydatów tej partii na liście krajowej. Mandat posłanki uzyskała w trakcie kadencji w kwietniu 2015. Zastąpiła w parlamencie Remigijusa Šimašiusa, wybranego na urząd mera Wilna. Z powodzeniem ubiegała się o poselską reelekcję w 2016, 2020 i 2024.
We wrześniu 2019 została przewodniczącą Ruchu Liberalnego Republiki Litewskiej. 9 listopada 2020 w imieniu liberałów podpisała umowę koalicyjną ze Związkiem Ojczyzny i Partia Wolności. 13 listopada na pierwszym posiedzeniu Sejmu nowej kadencji została wybrana na jego przewodniczącą, funkcję tę pełniła do końca kadencji w listopadzie 2024.

## Życie prywatne
W latach 2001–2008 jej mężem był łotewski arcymistrz Aleksiej Szyrow. W 2013 zawarła drugi związek małżeński z duńskim arcymistrzem Peterem Heine Nielsenem.

## Odznaczenia
- Krzyż Oficerski Orderu „Za Zasługi dla Litwy” (Litwa, 2011)[26]
- Krzyż Kawalerski Orderu Wielkiego Księcia Giedymina (Litwa, 1996)[27]
- Order Księcia Jarosława Mądrego II klasy (Ukraina, 2022)[28]
- Medal Rady Bałtyckiej (2021)[29]